# Macrosiphum meixneri
Macrosiphum meixneri är en insektsart som beskrevs av Carl Julius Bernhard Börner 1950. Macrosiphum meixneri ingår i släktet Macrosiphum och familjen långrörsbladlöss. Inga underarter finns listade i Catalogue of Life.